# Xenonauts
Xenonauts – strategiczna gra turowa stworzona przez niezależne studio Goldhawk Interactive, sfinansowana za pomocą Kickstartera. Gra łączy elementy gry ekonomicznej, taktycznej i strategicznej. Jej mechanika inspirowana jest grami UFO: Enemy Unknown oraz X-COM: Terror from the Deep.
Grę wydano 16 czerwca 2014 na system Microsoft Windows. Istnieją również wersje na systemy Linux i macOS w systemie dystrybucji Desura i Humble Store.

## Fabuła
Xenonauts to specjalna grupa utworzona w roku 1958 przez NATO oraz ZSRR w odpowiedzi na Incydent Islandzki. Głównym celem tej organizacji jest przygotowanie się do walki z siłami obcych. Była to dobrze finansowana organizacja z najlepszymi żołnierzami i naukowcami z NATO i ZSRR. Jednak brak jakichkolwiek incydentów z udziałem UFO oraz utrata pozycji politycznej lub odejście na emeryturę zwolenników spowodowały ograniczenie finansowania do minimum oraz pozostawienie tylko jednej bazy Xenonautów.
Jednak dnia 1 października 1979 roku kosmici z zaskoczenia rozpoczęli swoją inwazję. Kilka państw starało się odeprzeć atak, jednak ich nieudane próby zakończyły się niepowodzeniem. Pierwsze zwycięstwo z technologią obcych zostało odnotowane nad Morzem Bałtyckim, gdzie pojedynczy myśliwiec ściśle tajnej jednostki Xenonautów zniszczył statek obcych.

## Rozgrywka
Priorytetowym celem gracza jest obrona świata przed inwazją obcych. W tym celu zostały oddane 3 główne tryby rozgrywki.

### Zarządzanie bazą
W tym trybie odbywa się głównie ekonomiczny aspekt gry. Rozgrywa się on na mapie świata i celem gracza jest budowa nowych baz i rozbudowa istniejących. Ponadto w tym trybie prowadzone są badania, budowa uzbrojenia, zatrudnianie nowych żołnierzy oraz wykrywanie jednostek wroga.
Gdy przeciwnik zostanie wykryty za pomocą radaru wybudowanego w bazie gracz decyduje jakie jednostki są wymagane do zneutralizowania zagrożenia. W przypadku obiektów latających gracz ma możliwość wysyłania myśliwców. Jeśli UFO wyląduje lub zostanie zastrzelone nad lądem, to gracz może wysłać śmigłowiec z żołnierzami.

### Walka w powietrzu
Walka w powietrzu odbywa się w czasie rzeczywistym z aktywną pauzą. Ten tryb odbywa się na arenie i polega na wydawaniu rozkazów myśliwcom wysłanym do zastrzelenia wroga. W tym trybie mogą brać udział maksymalnie trzy jednostki gracza i trzy jednostki przeciwnika.
Walka w powietrzu nie jest obowiązkowa i może zostać wykonana automatycznie.

### Walka na lądzie
Ten tryb odbywa się w systemie turowym i polega na zabiciu wszystkich obcych. Może w nim uczestniczyć do 16 jednostek gracza.
Istnieje 5 głównych typów misji odbywających się w tym trybie:
- Zabicie wszystkich ocalałych przeciwników po zastrzeleniu przez myśliwce.
- Walka z obcymi, którzy wylądowali.
- Obrona ludności cywilnej w miastach.
- Obrona bazy gracza przed atakiem.
- Atakowanie bazy obcych.

## Odbiór gry
Gra została Pozytywnie przyjęta przez recenzentów. Otrzymała ona ocenę 85% od PC Gamer oraz 77% na podstawie 21 recenzji w serwisie Metacritic.